# Richard Dvořák
Richard Dvořák (* 28. Dezember 1913 in Křešice; † 13. Mai 2009 in Prag) war tschechoslowakischer Volkswirt, Politiker, Funktionär der kommunistischen Partei der Tschechoslowakei (KPTsch), Diplomat, Abgeordneter und Minister in einigen Regierungen.

## Leben, politische Karriere
Dvořák besuchte eine Handelsakademie und die Svobodná škola politických nauk (Freie Schule für politische Wissenschaften) in Prag. 1937–1939 arbeitete er in der Auslandsabteilung der Česká banka (Tschechische Bank). Als aktives Mitglied des Svaz přátel Sovětského svazu (Verband der Freunde der UdSSR) sowie Sympathisant der kommunistischen Bewegung wurde er 1939 durch die Gestapo verhaftet und bis 1945 im KZ Buchenwald inhaftiert.
Dvořák war als Abgeordneter lange Mitglied der Nationalversammlung der Tschechoslowakei, in die er bei den Wahlen von 1948, 1954 sowie 1964 gewählt wurde. Seine Parteikarriere war ebenso erfolgreich: am XI. Parteitag der KPTsch wurde er zum Kandidaten des Zentralkomitees, am XII. Parteitag der KPTsch wurde er zum Mitglied des Zentralkomitees und am XIII. Parteitag der KPTsch wurde er zum Mitglied der Zentralen Kontroll- und Revisionskommission der KPTsch gewählt.
Richard Dvořák hatte folgende Regierungsfunktionen inne (in Klammern: Datum der Amtszeit als Minister):
- stellvertretender Minister für Außenhandel in der Regierung Antonín Zápotocký (1949–1952)
- Minister für Außenhandel in der Regierung Antonín Zápotocký (2. Dezember 1952 bis 21. März 1953), Regierung Viliam Široký I (21. März 1953 bis 12. Dezember 1954), Regierung Viliam Široký II (12. Dezember 1954 bis 17. Januar 1959)
- Finanzminister  in der Regierung Jozef Lenárt (20. September 1963 bis 20. Januar 1967)

Daneben stand Dvořák 1959–1963 in diplomatischen Diensten als Botschafter in der Sowjetunion, 1967–1971 als Botschafter in Indien und Nepal und 1971–1976 als Botschafter in der DDR. Danach wurde er pensioniert.: